# Rubab

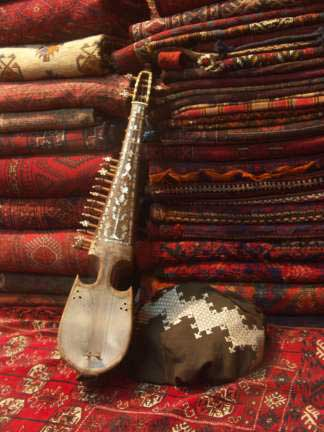
Tiefbauchige Kabuli rubāb

Rubab (persisch رباب rubāb; auch Kabuli rubāb) ist eine gezupfte Schalenhalslaute, die hauptsächlich von Paschtunen gespielt wird und als Nationalinstrument von Afghanistan gilt. Wie für Saiteninstrumente des ostiranischen Kulturkreises (Chorasan) typisch, besitzt sie einen zweigeteilten, mit Haut bespannten Resonanzkörper. Die rubāb wurde vermutlich im 18. Jahrhundert in die afghanische Musik eingeführt. Sie ist nicht zu verwechseln mit den orientalischen Stachelfiedeln rabāb, rawap, rebab oder ähnlich.

## Herkunft und Verbreitung

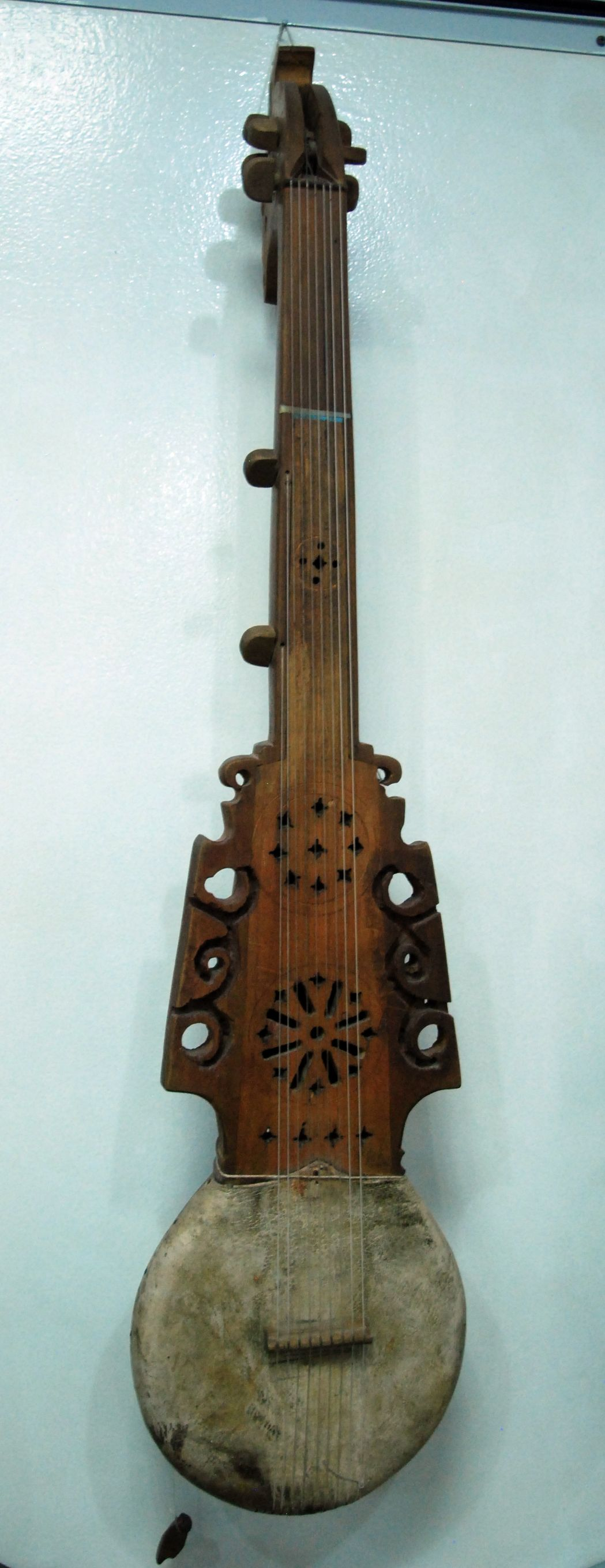
Neunsaitige Pamiri rubāb mit flachem Korpus aus Chorugh, Berg-Badachschan, im Ethnographischen Museum, Duschanbe

Das Wortumfeld rabāb bezeichnet vom Maghreb (ribab) bis in den Mittleren Osten und des Weiteren in Indonesien (rebab) mit dem Bogen gestrichene Stachelfiedeln, in Südasien jedoch gezupfte Lauteninstrumente. Die auf den Miniaturmalereien der Mogulzeit (ab dem 16. Jahrhundert) abgebildeten rabāb-Typen sind nicht mit der afghanischen rubāb formverwandt. Die in der klassischen Musik Nordindiens gespielte dhrupad rabāb wurde im 19. Jahrhundert durch die sursingar ersetzt.
Die afghanische rubāb ist in persischen Miniaturen nicht abgebildet. Sie wurde im 18. Jahrhundert in den großen Städten Kabul, Kandahar oder Peschawar entwickelt und gehört zur rebab-Familie mit doppelt ausgebauchtem Schallkörper, zu der auch die indische rubab, die persische Langhalslaute tār, die tibetische dran-nye, die nepalesische arbajo und die rawap aus Kaschgar gehören. Vermutlich in seiner afghanischen Form wurde sie 1815 beschrieben, als Ursprungsort wurde mehrfach Ghazni angegeben. In unterschiedlichen Variationen hat sich die rubāb im 19. Jahrhundert bis nach Belutschistan, in den Osten Tadschikistans (Pamir, robab, Pamiri rubāb), Pakistan und Nordwest-Indien verbreitet.
In Lucknow wurde die Form in den 1860er Jahren zur indischen sarod weiterentwickelt. Für die Verbreitung der sarod in Nordindien sorgten maßgeblich von afghanischen Rubāb-Spielern abstammende Familien. Dem Rubāb-Spieler Gulam Bandegi Khan Bangash wird im 19. Jahrhundert die Entwicklung der sarod zugeschrieben. Aus seiner Schule entstammt Hafiz Ali Khan (1888–1972), der 1918 nach Kolkata ging und dort als Sarod-Spieler berühmt wurde. Ein weiteres Zupfinstrument, das sursingar genannt wurde, ergab sich im 19. Jahrhundert in Nordindien als kurzlebige Mischform aus der rubāb mit der rudra vina. Die im klassischen Dhrupad-Stil eingesetzte rubāb sollte einen feineren Klang erhalten, also wurden die Darmsaiten durch Metallsaiten ausgetauscht, der Korpus wurde größer und runder und erhielt anstelle der Fellbespannung eine aufgeleimte Holzdecke. Der süßliche Ton eignete sich nun gut für den Alap (freirhythmische solistische Entfaltung des Raga). Dennoch verschwand die sursingar Mitte des 20. Jahrhunderts. Einige Formeigenschaften und den tiefen Klang hat die Kabuli rubāb mit der Anfang des 20. Jahrhunderts verschwundenen südindischen Langhalslaute swarabat gemeinsam. 
Vor 1860 war die Hofmusik in Kabul persischen Ursprungs, unter Schir Ali Khan (regierte 1863–1866 und 1868–1879) kamen Musiker aus Nordindien (Ustads) nach Kabul und brachten die nordindischen Gesangstechniken des Dhrupad und Khyal mit. Aus der paschtunischen Spielweise der rubāb und der indischen Musiktradition entstand eine neue Gattung der afghanischen Instrumentalmusik. An den Herrscherhöfen von Abdur Rahman Khan (regierte 1880–1901) bis zur Absetzung von Amanullah Khan 1929, wurde die rubāb besonders geschätzt. In Herat waren ab Ende des 19. Jahrhunderts Konzerte mit mehreren Sängern, der persischen tār (in Herat: chahartar) und dem persischen santur üblich. Die städtische, indisch beeinflusste Musik von Kabul mit Beteiligung der rubāb setzte sich in den 1920er Jahren auch in Herat gegenüber dem persischen Musikstil durch. In den 1930er Jahren wurde das indische tonale System des Raga eingeführt. Zum führenden städtischen Instrument wurde neben der rubāb das indische Harmonium.
Die der paschtunischen Kabuli rubāb entsprechende Badachschani rubāb trägt ihren Namenszusatz, weil sie in der hauptsächlich von Tadschiken bewohnten nordafghanischen Provinz Badachschan gespielt wird.
In der tadschikischen Musik des nördlichen Nachbarlandes wird in der Region Berg-Badachschan die nach der Pamir-Gebirgsregion benannte andersartige Pamiri rubāb verwendet. Ihre unterschiedlichen Formen erinnern mehr an eine Gitarre. Sie sind bundlos und besitzen sechs, sieben, seltener neun Darm- oder Nylonsaiten, die über einem mit Haut bespannten runden und flachen Korpus verlaufen.

## Bauform und Spielweise

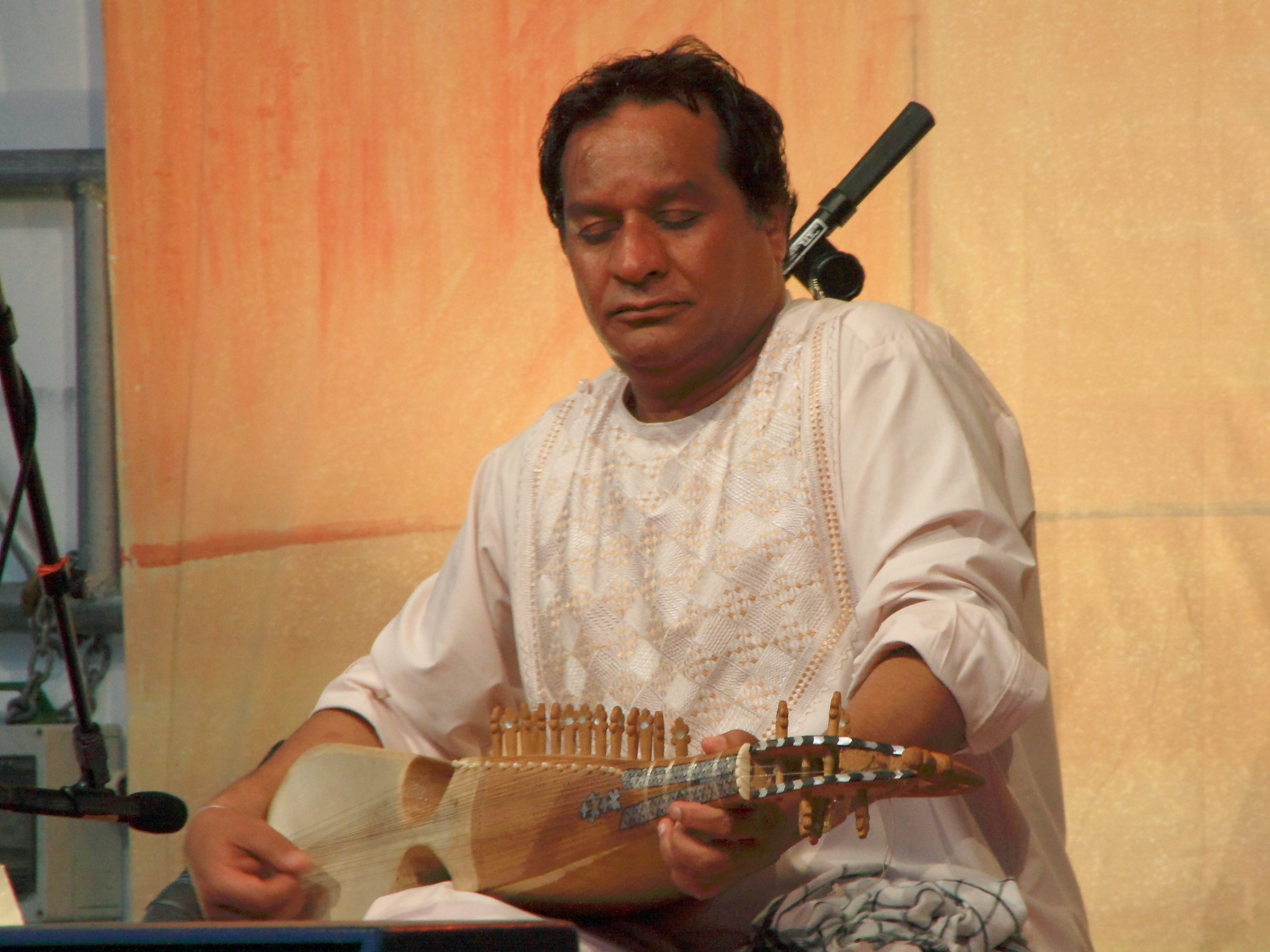
Ustad Ghulam Hussein mit einer Kabuli rubāb beim Rudolstadt-Festival, 2012

Das Lauteninstrument wird aus dem Holz des Maulbeerbaums hergestellt. Der untere Teil des bootsförmigen und an den Seiten markant taillierten Korpus ist mit Ziegenfell bespannt. Er verjüngt sich zu einem kurzen Hals mit nach unten gedrehtem Wirbelkasten. Je nach Region wird das Instrument mit unterschiedlichen aufgemalten Mustern und mit Elfenbeineinlagen verziert.
Die rubāb besitzt drei Melodiesaiten, die aus Darm oder Nylon bestehen, zwei oder drei lange Bordunsaiten und gewöhnlich 15 Resonanzsaiten, die in der jeweils gespielten Tonskala gestimmt werden. Die Stimmung (sor, von Hindi svar, persisch sorudan) ist regional unterschiedlich. In Kabul werden die drei Melodiesaiten in Quarten gestimmt, der übliche Grundton D wird bei der Stimmung vom indischen Harmonium übernommen. Der Grundton wird nach dem indischen Tonsilbensystem sargam mit Sa bezeichnet. Es gibt auch die alternative Stimmung in einer Quarte und einer Quinte. Die Unterteilung der Oktave in zwölf annähernd gleich große Halbtöne wird durch die Bünde der rubāb vorgegeben. Die Wirbel der Melodiesaiten befinden sich auf der rechten Seite des Wirbelkastens, die Wirbel der Bordunsaiten liegen gegenüber, auf derselben Seite sind in der Mitte die Wirbel der kurzen Resonanzsaiten angebracht. Rubāb werden mit einem kleinen Plektrum aus Holz gespielt.
Am bekanntesten sind die rubāb aus der Kabuler Altstadt Charabat, aus Herat und Balch. Dort befinden sich Werkstätten, in denen rubāb hergestellt werden. Mit dem Beginn der Taliban-Herrschaft 1995 sind viele Werkstätten nach Peschawar verlegt worden.
Im äußersten Nordosten Afghanistans, in Badachschan, und in der gleichnamigen Ostprovinz Tadschikistans spielen gelegentlich Tadschiken in den Höhenlagen des Pamir-Gebirges die bundlose Pamiri rubāb, auch rubāb-i Pāmīrī. Das Instrument hat einen ovalen Korpus, der mit einer dicken, seitlich mit Nägeln befestigten Lederhaut bespannt ist. Die sechs Darmsaiten werden mit einem dicken Holzplektrum (zakhma) gezupft. Weitere Saiteninstrumente in Badachschan sind die Langhalslaute sitār mit drei Melodiesaiten aus Draht, einigen Resonanzsaiten und Bünden, die bundlose siebensaitige Langhalslaute tanbūr, die achtsaitige tār und die komuz. Die ghichak ist das einzige Streichinstrument Badachschans.
Charakteristisch für das Rubāb-Spiel sind schnelles wiederholtes Zupfen der Saiten mit plötzlichen Unterbrechungen, im Gegensatz zum weichen und kontinuierlichen Spiel der Langhalslaute dambura von Nordafghanistan oder der 14-saitigen dutār von Herat. Auf der rubāb lässt sich bei unveränderter Stellung der linken Hand mit den Fingern eine Oktave greifen, was in etwa dem Spiel auf der Geige in der ersten Lage entspricht, bei der dutar muss dazu die Hand über das Griffbrett bewegt werden. Dadurch muss die dutar langsamer gespielt werden. Bei der rubāb ist es einfacher, durch die Markierungen der Bünde die richtigen Töne zu treffen. Mit der rechten Hand werden in der Punteado-Spielweise die Saiten einzeln mit dem Plektrum gezupft, wobei der Abschlag („downstroke“) stärker geführt und der Ton durch das zusätzliche Streichen der Hand über die Hautbespannung des Resonanzkörpers perkussiv verstärkt wird. Der Aufschlag („upstroke“) ist deutlich schwächer und erfolgt ohne Handkontakt mit dem Instrumentenkörper; dadurch ergibt sich ein jeweils unterschiedlicher Klang.

## Musikformen und Musiker

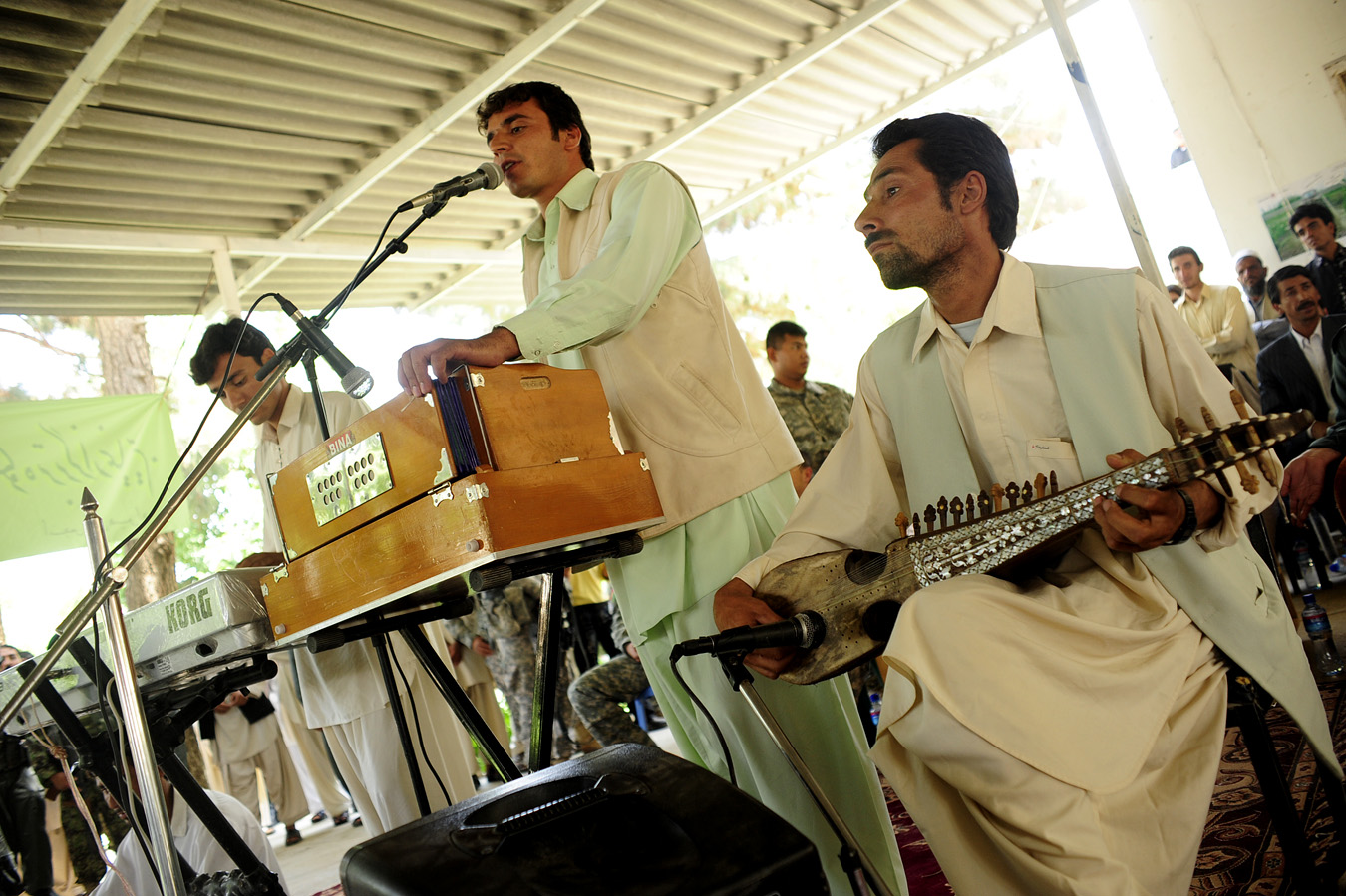
Kabuli rubāb und indisches Harmonium auf einem Festival in Farah, Westafghanistan, im Mai 2010

Neben der höfischen Musik mit Sängern, rubāb, Harmonium und tabla gab es auch professionelle Bands von Frauen, die zumeist auf Hochzeiten spielten. Als Gesangsbegleitung kamen hier im 19. Jahrhundert nur die Rahmentrommel dāireh und ab den 1930er Jahren dazu noch tabla und Harmonium zum Einsatz. Im Norden Afghanistans wurde nirgends die rubāb von Frauen gespielt, im Süden waren Rubāb-spielende Frauen sehr ungewöhnlich. Ausnahme war ein Rubāb-Spieler in Herat, der in den 1930er Jahren eine Band mit seinen eigenen Frauen gründete. Bei ländlicher Amateurmusik wird die rubāb in Orchestern zusammen mit Harmonium, zerbaghali (einfellige Kelchtrommel, meist aus Ton), der Langhalslaute tanbur, der persischen tār und verschiedenen Flöten gespielt. Die rubāb ist ein Begleitinstrument für den Gesang von Ghazelen, der grundlegenden Form persischer Poesie. Zwischen die Textrezitation werden schnelle Instrumentalparts eingeschoben. Eine weitere klassische Musikform ist Naghmeh-ye Kashāl, ein längeres Instrumentalstück, das aus Teilen von freirhythmischer Entfaltung der Melodie und einer mehrfach mit rhythmischen Variationen gespielten Hauptkomposition besteht. Es wurde als Spezialdisziplin für Solo-Rubāb betrachtet. Begleitinstrumente sind die tabla, seltener die doholak (zweiseitig bespannte Fasstrommel). Naghmeh-ye Klasik ist das instrumentale Gegenstück zum klassischen Khyal-Gesang, das normalerweise auf der rubāb mit Tablabegleitung gespielt wird. Es entspricht den Teilen Alap und Gat des nordindischen Raga.
In Kabul waren viele professionelle städtische Musiker (Sāzandeh) Anhänger des Sufi-Ordens der Chishtiyya, der für den ausgeprägten Einsatz von Musik in seinen Ritualen bekannt war. Es gab einige Ordensklöster (Khanaqāh) in Kabul, in denen in langen Abenden religiöse Ghazals (Na’t) mit Harmonium, rubāb, tabla, tanbur und ungewöhnlichen Stein- und Metallklappern (qairaq bzw. chimta) gesungen wurden. Die Praktiken der Sufis und das Musizieren allgemein wurden von orthodoxen Mullahs angegriffen. In Herat gab es keine Khanaqāhs, einige Chishtiyya-Musiker spielten besuchsweise an Heiligengräbern außerhalb der Stadt.
Für die Verbreitung eines neuen populären Musikstils aus Indien und Pakistan waren ab 1940 die Radioübertragungen von Radio Afghanistan verantwortlich. Populärmusik und im speziellen Sinn die eigens für das Radio produzierte Musik wurde Kiliwali genannt, das aus indischen Filmen stammende Repertoire auch Filmi. Die Besetzung war üblicherweise neben dem Sänger eine rubāb, eine sarinda (gestrichenes Mitglied der Rubab-Familie) und eine doholak.
Der große Meister der rubāb in der nordindischen Musiktradition war Ustad Muhammad Omar († 1980) aus dem Kabuler Musikerviertel Charabat, ein Zeitgenosse des Sängers Ustad Sarahang. Er stammte nicht von indischen Hofmusikern ab, sondern lernte als Amateurmusiker bei Ustad Qasem (1878–1957). Anfang der 1950er Jahre wurde er der führende Rubāb-Spieler bei Radio Kabul, und durch die Wertschätzung, welche die rubāb als nationales Musikinstrument genoss, einer der am meisten geschätzten Musiker im Land. Er komponierte für regionale Sänger die Begleitmusik und auch Stücke für Rubāb-Solo und mit Orchester. Am Instrument nahm er einige bauliche Veränderungen vor. Ustad Omar gab 1978 mit den jungen Musikern der deutschen Gruppe Embryo ein Konzert, das von Radio Television Afghanistan ausgestrahlt wurde.
Aus einer konservativen und wohlhabenden Familie von Herat stammt der 1946 geborene Aziz Herawi. Er trat als Dutar- und Rubāb-Spieler regelmäßig im Radio auf. Nach dem Einmarsch sowjetischer Truppen in Afghanistan 1979 floh Aziz zunächst in die Berge, 1983 nach Peschawar und später nach Kalifornien. Er veröffentlichte zahlreiche CDs und ist als Rubāb-Meister anerkannt. Jüngere bekannte Rubāb-Spieler sind Essa Kassemi, der 1976 in Kabul geborene Homayun Sakhi und Mohammad Rahim Khushnawaz aus Herat.
Unter den Afghanen, die in den 1980er Jahren vor dem Krieg nach Peschawar flüchteten, war auch der professionelle Musiker Amir. In Herat war er Sänger und Harmonium-Spieler gewesen, in Peschawar betätigte er sich zu dieser Zeit als Rubāb-Spieler in der Band des aus Dschalalabad stammenden Sängers Shah Wali Khan (* 1957). Ein 1985 gedrehter Film von John Baily schildert am Beispiel dieses Rubāb-Spielers die Situation afghanischer Musiker im pakistanischen Exil. Der englische Musikethnologe John Baily ist selbst ein anerkannter Dutar- und Rubāb-Spieler. Er hat in Konzerten und für CD-Aufnahmen mit den wichtigsten afghanischen Musikern zusammengespielt.
Im Jahr 2024 wurde die „Kunst des Herstellens und Spielens der Rubab/Rabab“ von der UNESCO für die Staaten Afghanistan, Iran, Tadschikistan und Usbekistan (rawap) in die Repräsentative Liste des immateriellen Kulturerbes der Menschheit aufgenommen.

## Diskografie
- Mohammad Rahim Khushnawaz: Afghanistan. Le rubâb de Hérat / The rubâb of Herat. AIMP XXV. Archives internationales de musique populaire. Musee d'ethnographie, Genf. Aufnahmen von John Baily 1974. Als CD 1993.
- Homayun Sakhi: The art of the Afghan rubab. Smithsonian Folkways Recordings, CD 2005 (Music of Central Asia, vol. 3)
- Mohamed Subhan Rathore (Rubab und Gesang), Abdul Ghani (Tumbaknari, eine kaschmirische Handtrommel): Pakistan / The Rubab of Kashmir. The World Roots Music Library, Japan, CD 2008